# Escándalo de la CHADE

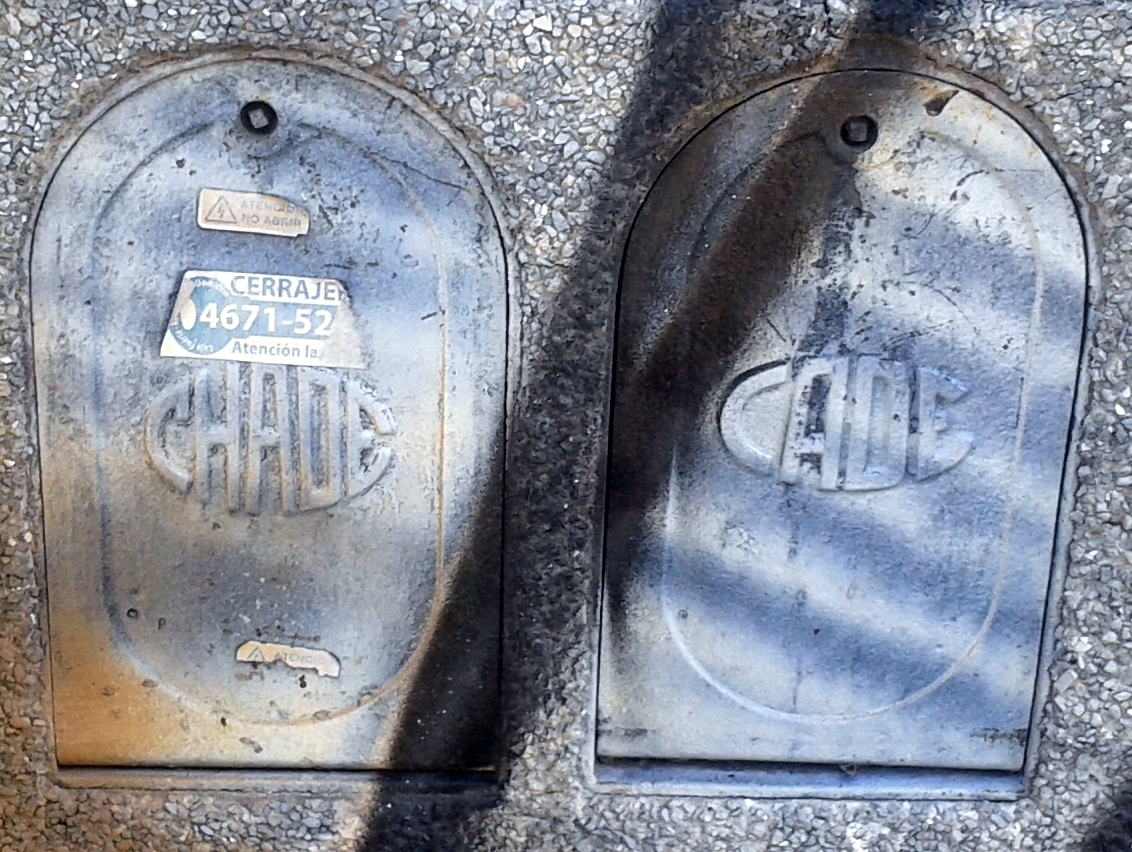
Tapas de fusibles de la CHADE y la CADE en un barrio del oeste de la Ciudad de Buenos Aires. Testigos de la amplia extensión de la empresa, miles de estas tapas sobreviven hoy día en el AMBA.

Se conoce como escándalo de la CHADE, en Argentina, a una serie de actos de corrupción política-empresarial sucedidos en las décadas de 1920 y 1930, durante las primeras presidencias radicales y la Década infame, con motivo de la concesión del servicio eléctrico de la Ciudad de Buenos Aires a la Compañía Hispano Americana de Electricidad (CHADE), renombrada en 1936 como Compañía Argentina de Electricidad (CADE). El escándalo también alcanzó los términos similares de la concesión y prórroga otorgada a la Compañía Ítalo Argentina de Electricidad (CIAE).
La CHADE-CADE era presidida por el empresario y político español Francisco Cambó. La empresa llevó a cabo una gestión empresarial en Argentina, Chile y Uruguay caracterizada por recurrir a la corrupción político-empresarial con el fin de garantizar mercados monopólicos, falsificar costos en perjuicio de los usuarios y el Estado, sobornar funcionarios para evitar controles y obtener ventajas ilegítimas. Entre los involucrados en el escándalo de la CHADE estuvieron los presidentes radicales Marcelo T. de Alvear y Agustín P. Justo.
Los actos de fraude y corrupción cometidos por la CHADE-CADE, la CIAE y la ANSEC, entre las décadas de 1920 y 1940, fueron investigados durante la Revolución del 43 por dos comisiones presididas una por el coronel Matías Rodríguez Conde (CHADE y CIAE) y la otra por el teniente coronel Alfredo Intzaurgarat (ANSEC). Los informes de ambas comisiones revelaron oficialmente la serie de delitos, operaciones fraudulentas y actos de corrupción cometidos sistemáticamente por las grandes empresas eléctricas en perjuicio de los consumidores y el Estado, recomendando la cancelación de las concesiones. 
Pese a que el Informe Rodríguez Conde tuvo amplia aceptación en todos los partidos políticos, ni la justicia, ni los gobiernos siguientes, castigaron a las empresas, ni hicieron cesar las concesiones de la CADE y la CIAE. La ANSEC en cambio fue nacionalizada por Perón. En 1961, el presidente Arturo Frondizi ordenó comprar las acciones de la CHADE-CADE en Segba, y habilitó a la CIAE a continuar con la concesión, sin límite de tiempo. La decisión de Frondizi sobre la CIAE fue anulada por la presidenta María Estela Martínez de Perón en 1976. Pero la dictadura militar autodenominada Proceso de Reorganización Nacional, dejó sin efecto este último decreto, y por decisión del ministro de Economía José Alfredo Martínez de Hoz, exdirectivo también de la CIAE, ordenó comprar la CIAE, en otra operación escandalosa, que incluyó el secuestro-desaparición de Juan Carlos Casariego, un alto funcionario del Ministerio de Economía. Según Jorge Lanata "El escándalo de la CHADE –o CADE– fue una combinación magistral del comienzo del desguace del Estado argentino".

## Antecedentes

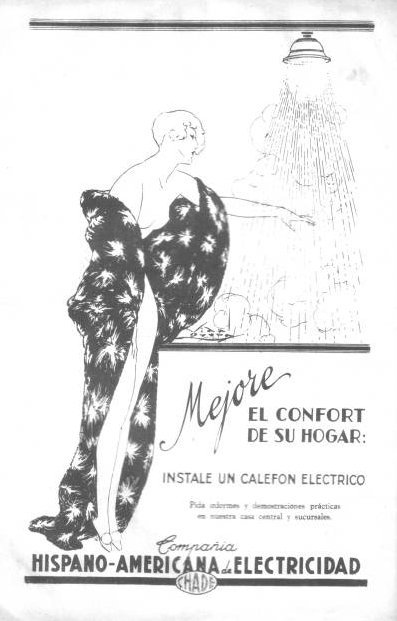
«Instale un calefón eléctrico». Publicidad de la CHADE de 1930.

### El monopolio eléctrico
Como en la mayor parte del mundo, la red eléctrica en la Argentina comenzó a instalarse en las dos últimas décadas del siglo XIX. Pero en la Argentina, a diferencia de lo que sucedió en Uruguay y Brasil, el proceso fue dominado por grandes trusts internacionales que impusieron un sistema monopólico privado. El resultado fue que las empresas obtuvieron mediante actos de corrupción, concesiones excesivamente ventajosas y perjudiciales para los usuarios y el Estado, con plazos muy largos y tarifas muy altas, que además utilizaron casi con exclusividad centrales termoeléctricas consumidoras de hidrocarburos, evitaron electrificar el campo y bloquearon el desarrollo de la energía hidroeléctrica.
La trustificación del mercado eléctrico argentino se produjo en las décadas de 1910 y 1920, consolidada por las consecuencias de la Primera Guerra Mundial (1914-1918). Tres grupos internacionales se repartieron el mercado eléctrico: la ANSEC, una subsidiaria del holding estadounidense Ebasco se quedó con la mayor parte del interior del país, mientras que la CHADE –subsidiaria del holding europeo Sofina– y la Ítalo –controlada por la suiza Motor Columbus, se dividieron el enorme mercado de la Ciudad de Buenos Aires y su conurbano bonaerense. La denominación "ANSEC" surge de los nombres de las 5 compañías que lo integraban: de los Andes, del Norte Argentino, del Sud, de Este y Central Argentina.
La CHADE y la Ítalo eran titulares de la concesión del servicio eléctrico de Buenos Aires, debido a contratos realizados en 1907 para la primera y 1912 para la segunda. Ambas concesiones tenían cláusulas que establecían plazos extremadamente largos (cincuenta años) y tarifas muy altas, justificadas con lo que se llamó la "cláusula de reversión", que establecía que los edificios, terrenos, maquinarias, red de cables, cajas de distribución, conexiones, estaciones secundarias y de transformación pasarían automáticamente al patrimonio de la Municipalidad de Buenos Aires sin cargo al término del contrato, igual que todas las ampliaciones y extensiones.
La mala calidad y altas tarifas de los servicios de la CHADE y la Ítalo generaron una gran cantidad de conflictos y quejas de los usuarios, que llegaron a ser debatidos en el Concejo Deliberante de la Ciudad de Buenos Aires en los años 1924, 1927 y 1932. Los abusos de las empresas eléctricas habían impulsado también la formación en 1933 de una organización de consumidores denominada Junta de Sociedades de Fomento y Centros Comerciales e Industriales Pro-Reducción de Tarifas Eléctricas, presidida por Jorge Del Río, quien desde entonces se destacaría por sus denuncias sobre las prácticas monopólicas en el servicio de electricidad.

### La CHADE

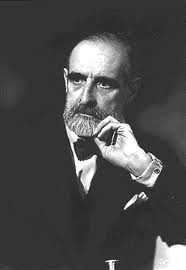
El político catalanista Francisco Cambó fue el presidente de la CHADE. Impuso una política sistemática de corrupción en Argentina, Chile y Uruguay, llegando a sobornar a los presidentes radical Marcelo T. de Alvear y antipersonalista Agustín P. Justo.

La CHADE, sigla correspondiente a la Compañía Hispano Americana de Electricidad, había sido creada en 1920, en España, por el poderoso holding europeo Sofina, con el fin de desplazar a la empresa alemana CATE, de la concesión eléctrica de Buenos Aires. La derrota alemana en la Primera Guerra Mundial le había traído a la CATE problemas financieros de los que no pudo reponerse. Pese a su nombre, los capitales españoles no eran mayoritarios en la empresa, que se había constituido en España por razones de estrategia empresarial. 
Pero en su constitución, desempeñó un papel técnico importante el político español Francisco Cambó, de pensamiento catalanista y conservador, que fue primero vicepresidente y a partir de 1929 presidente de la CHADE. Cambó le imprimió a la empresa una política sistemática de corrupción política en los tres países en los que actuaba la empresa: Argentina, Chile y Uruguay.

### Las autoridades políticas
El escándalo sacaría a la luz los sobornos que la CHADE ofreció, en muchos casos con éxito, a encumbrados políticos argentinos, que incluyeron a dos presidentes de la Nación, ministros, secretarios de Estado, intendentes y concejales de la Ciudad de Buenos Aires y funcionarios de los organismos de control.[cita requerida]
La CHADE había adquirido la concesión del servicio eléctrico de la Ciudad de Buenos Aires en 1921. En ese momento gobernaba el país el presidente Hipólito Yrigoyen, de la Unión Cívica Radical (UCR), primer presidente democrático de la historia argentina. Por entonces el presidente de la Nación, tenía también la responsabilidad de designar al intendente de Municipalidad de la Ciudad de Buenos Aires, sin período de mandato establecido. La Municipalidad tenía también un órgano legislativo, el Concejo Deliberante, que era elegido por el voto popular de los ciudadanos varones.

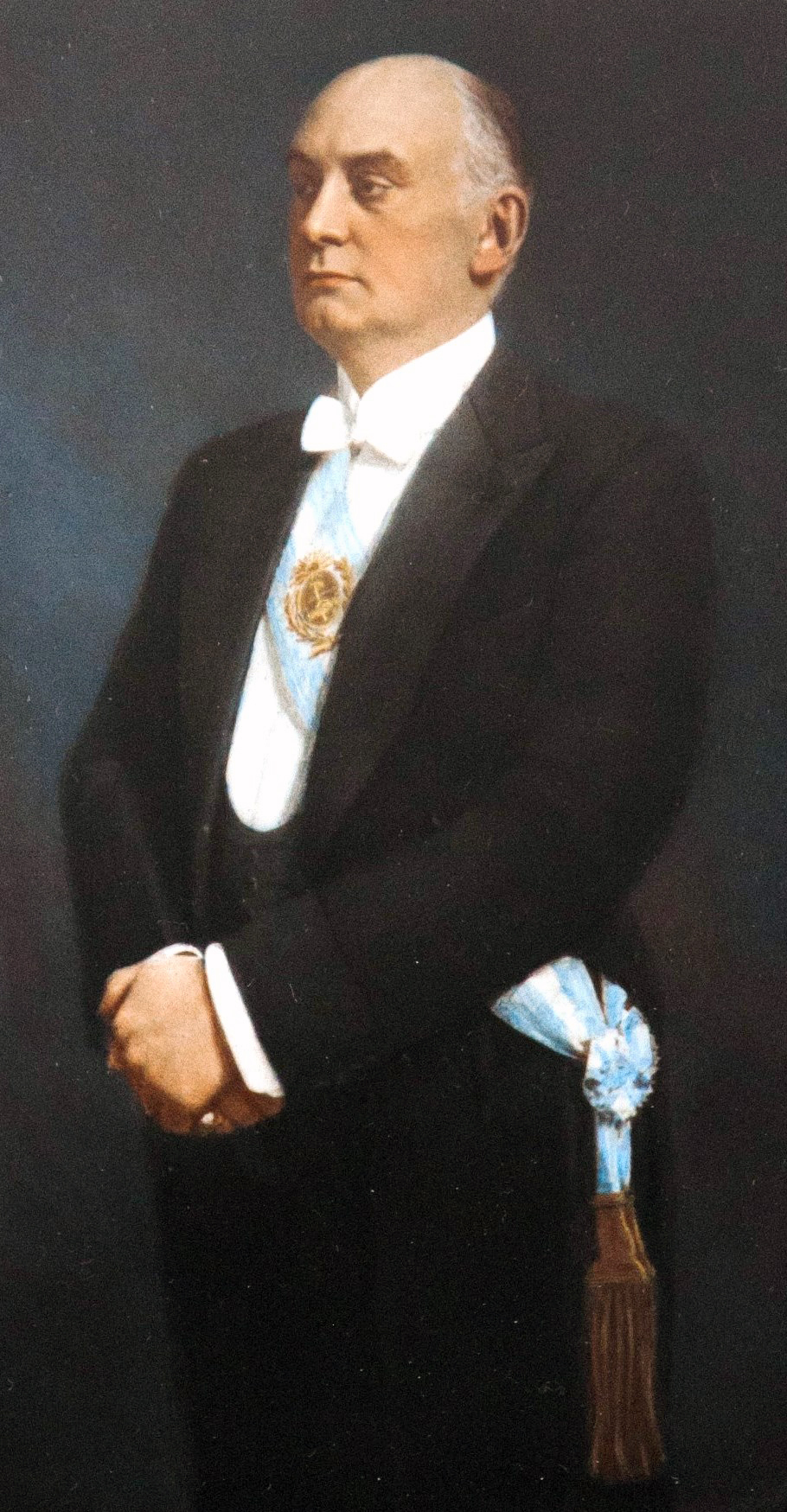
El presidente radical Marcelo T. de Alvear fue uno de los funcionarios sobornados por la CHADE.

Yrigoyen finalizó su primer mandato como presidente en 1922, siendo sucedido por otro miembro de la UCR, Marcelo T. de Alvear, que sería uno de los funcionarios sobornados por la CHADE. Alvear finalizó su mandato en 1928, oportunidad en la que Yrigoyen volvió a ganar las elecciones por una amplia mayoría.
Los intendentes de la ciudad designados por Alvear fueron Virgilio Tedín Uriburu, Carlos M. Noel y Horacio Casco, mientras que Yrigoyen designó a José Luis Cantilo.
Dos años después, el 6 de septiembre de 1930 se produjo un golpe de Estado que derrocó a Yrigoyen, dando origen a la llamada Década infame. Simultáneamente el Concejo Deliberante de la Ciudad de Buenos Aires fue cerrado y permaneció sin funcionamiento por casi dos años. El panorama político fue controlado entonces por una alianza conservadora denominada Concordancia, integrada por el Partido Demócrata Nacional (PDN), la Unión Cívica Radical Antipersonalista (UCR-A) y el Partido Socialista Independiente (PSI).
En 1932 fue elegido presidente en elecciones fraudulentas el general Agustín P. Justo (1932-1938), que designó como intendente de Buenos Aires a Mariano de Vedia y Mitre, mientras que el principal partido de la oposición era la Unión Cívica Radical, liderada por el expresidente Marcelo T. de Alvear. Borja de Riquer, biógrafo de Cambó, menciona los sobornos constantes a políticos y las relaciones según él «escandalosas» de la CHADE con el presidente Justo, el expresidente Alvear y el intendente Vedia y Mitre:

La propia CHADE, durante los años en que fue presidida por él (Francisco Cambó), recurrió constantemente al soborno de políticos argentinos, uruguayos y chilenos para defender sus grandes intereses económicos. Fueron especialmente escandalosas las relaciones de la CHADE con el partido Radical argentino, con el presidente Marcelo T. Alvear, así como con el intendente de Buenos Aires, Mariano de Vedia y Mitre y, más tarde, con el presidente Agustín P. Justo.

## El caso

### 1932: El debate en el Concejo Deliberante
Ese mismo año se habían realizado elecciones para restablecer el Concejo Deliberante de la Ciudad de Buenos Aires. El Concejo Deliberante estaba integrado por 29 concejales: 
- Oficialismo (15): diversos partidos de la Concordancia: UCR-A (Claisse, Mariani, Elena y Vago), PSI (Bescinsky, Di Tella, Rouco Oliva, y Rodríguez), Partido de la Salud Pública (Giacobini, Lemos y Romero), PDN (Carbone, Carbonell, Coni Molina), Partido Popular (Pagés).
- Oposición (14): 12 eran socialistas (Coca, Comolli, Fiorini, Ghío, González Porcel, Iñigo Carrera, Justo, Marotta, Navas, Rubinstein, Russomano y Zabala Vizcondo), 1 Concentración Obrera (José Fernando Penelón) y el restante demócrata progresista (Julio González Iramain).

Los nuevos concejales, luego de dos años sin deliberaciones del organismo, abordaron "desde cero" varias de las cuestiones cruciales, entre ellas las concesiones eléctricas y las denuncias de los usuarios.
El tema fue analizado por la Comisión de Servicios Públicos presidida por Germinal Rodríguez, un socialista independiente. Las conclusiones de las investigaciones y dictámenes expusieron graves incumplimientos e irregularidades de las empresas eléctricas, que en algunos casos constituían delitos penales o riesgos a la seguridad pública. Germinal Rodríguez leyó un detallado informes sobre las irregularidades donde entre otras cosas manifestaba:

Las compañías substraerían al público, de acuerdo a las planillas siguientes: CHADE, 32 millones de pesos, en cifras redondas, e Ítalo, 28 millones... Estos son documentos públicos, constatan verdaderos delitos que es necesario tener una gran dosis de educación para no calificarlos como es debido. Felizmente se está iniciando en el país una obra con la que nosotros debemos colaborar... En Córdoba ya hay un fallo de un juez que aparece en La Prensa del 14 de abril de 1932, por el cual se meten presos a todos los representantes de la CHADE.

Sobre esa base se prepararon tres proyectos sancionando severamente a la CHADE y la CIAE, controlando las tarifas, verificando los costos de producción y mandando a investigar las cobranzas indebidas. En octubre de 1933, cuando los proyectos estaban listos para ser tratados, los legisladores oficialistas encabezados por Rodríguez, cambiaron bruscamente de opinión, abandonaron los proyectos elaborados por consenso y los reemplazaron con la creación de una Comisión de Conciliación con las concesionarias, integrada por los decanos de Derecho, Económicas e Ingeniería de la Universidad de Buenos Aires. Luego se probaría la apertura en esos días de una caja de seguridad en el City Bank por parte de Germinal Rodríguez y grandes depósitos en su cuenta, así como la intervención del ministro de Hacienda, Federico Pinedo, para evitar la sanción de los proyectos elaborados.

### 1933: organización de los consumidores
El 23 de julio de 1933 varias organizaciones vecinales y centros comerciales crearon la Junta de Sociedades de Fomento y Centros Comerciales e Industriales Pro-Rebaja de Tarifas Eléctricas, que puso en evidencia un escandaloso patrón de irregularidades en perjuicio de los usuarios, que incluía la elevación fraudulenta de las tarifas. La CHADE contraatacó con grandes solicitadas en los principales diarios, que a su vez ocultaron la posición de los usuarios, viéndose obligada la Comisión a crear un boletín para difundir su punto de vista, que fue denominado La Electri-cultura Argentina. La CHADE también demandó a los miembros de la Junta, acusándolos de calumnias e injurias, pero cuando la Junta propuso abrir a prueba la causa, para demostrar la veracidad de las acusaciones, la empresa desistió de la denuncia. Finalmente la empresa española formó juntas vecinales "chadistas", para que las defendieran.
El presidente de la Junta Pro-Rebaja de Tarifas Eléctricas, el abogado Jorge Del Río, se convertiría en adelante en uno de los referentes especializados en el tema de las concesiones eléctricas en Argentina.

### 1933: Comisión Conciliadora y el veto
La comisión de los tres decanos (Clodomiro Zavalía, Mauricio Griffier y Enrique Butty) produciría un dictamen abiertamente favorable a las empresas concesionarias, permitiendo el aumento de la tarifa y legitimando una serie de procederes inseguros e ilegales. 
Para entonces las empresas habían empezado a intervenir activamente en los poderes públicos, muchas veces a través de sobornos abiertos, para obtener las resoluciones que les convenían. En el texto de un telegrama enviado por la CHADE a su casa central (SOFINA) el 12 de diciembre de 1933, cuando el dictamen de los decanos ya había sido realizado dice:

El informe de la comisión es francamente favorable a la compañía... Si las circunstancias no nos obligan a hacer lo contrario, trataremos de demorar nuestra respuesta oficial hasta después de diciembre 21 para que ustedes y Barcelona puedan telegrafiarnos las rectificaciones que consideren indispensables y fundamentales para introducir en el proyecto.

En la sesión del 27 de diciembre de 1933 los concejales de la Concordancia votaron a favor del proyecto, en tanto los socialistas, demócrata progresista y el representantee de Concentración Obrera se retiraron.
Sin embargo sorpresivamente el 10 de enero de 1934, el Intendente Mariano de Vedia y Mitre vetó la ordenanza de conciliación, poniendo al descubierto las graves irregularidades que contenía y la violación a los términos de las concesiones.
El veto produjo un enorme desprestigio de la Universidad de Buenos Aires pero luego se descubrió que era parte de la maniobra de corrupción realizada por las empresas. La realidad fue que la casa central de la CHADE, SOFINA, consideró que, atendiendo al hecho de que las autoridades habían sido sobornadas, era posible avanzar aún más garantizando los intereses de la empresa cuando la concesión venciera en 1957. El intercambio telegráfico entre la casa central y su subsidiaria en Buenos Aires es muy claro:

Telegrama de SOFINA a CHADE, 22-Dic-1933. Lamentamos que el proyecto del artículo no tenga en cuenta varias de las observaciones... Nos parece indispensable obtener la autorización para CHADE-Buenos Aires de utilizar el territorio municipal después de 1957...
Telegrama de CHADE a SOFINA, 22-Dic-1933. Lo que usteden piden significa pués, obtener una nueva concesión que deberá empezar después de 1957, lo que no podrá negociarse antes del año próximo.
Telegrama de CHADE a SOFINA, 22-Dic-1933. Si ustedes desean que el convenio no sea aprobado, tienen absolutamente que evitar que sea CHADE que lo rechace.

Sin embargo el resultado no fue el esperado por la CHADE-SOFINA, porque los términos de la concesión establecían que en caso de no arribarse a una concliación debía recurrirse a un arbitraje, y adicionalmente, en las elecciones de marzo de 1934 el oficialismo perdió su exigua minoría.

### 1934: Arbitraje
Ante el fracaso de la conciliación, los términos de la concesión establecía que se debía formar un tribunal arbitral. El mismo fue integrado por Agustín N. Matienzo, Carlos M. Mayer y Alberto E. Uriburu y se pronunció el 27 de junio de 1934, con un laudo que daba la razón a la Ciudad de Buenos Aires en ocho de las once cuestiones en litigio. Fundamentalmente el laudo estableció que la CHADE había aplicado tarifas indebidas a los comerciantes e industriales, en los últimos diez años, lo que sumaba una enorme suma de aproximadamente 87 millones de pesos que debía ser devuelta a los usuarios. De todos modos la CHADE utilizó diversas argucias para no cumplir el fallo, muchas de ellas evidentemente relacionadas con la corrupción, como decenas de prescripciones por demora de los tribunales y las apelaciones de la empresa a la Corte Suprema, firmadas por el decano de Derecho de la UBA, Clodomiro Zavalía, el mismo que había integrado la Comisión de Conciliación.

### 1936: la prórroga de las concesiones
En 1935 la Unión Cívica Radical levantó la abstención y decidió participar en las elecciones, ganando en la Capital Federal al año siguiente. Ello modificó completamente la composición del Concejo Deliberante:
- Oficialismo (4): dos radicales antipersonalistas, 1 socialista independiente y 1 conservador.
- Oposición (25): 13 radicales y 12 socialistas.

Esa mayoría le permitía incluso superar el veto del Intendente. Ese mismo año la CHADE se «argentinizó», debido a los riesgos que generaba la guerra civil española, trasladando su sede de Barcelona a Buenos Aires y adoptando el nombre de CADE (Compañía Argentina de Electricidad).
El 20 de junio de 1936 viajó a la Argentina Daniel Heineman, presidente de SOFINA. El objetivo exclusivo del viaje era realizar reuniones del más alto nivel con el fin de sobornar a los políticos claves que pudieran garantizar la renovación de las concesiones para la CHADE-CADE en las condiciones más favorables. Está probado que Heineman sobornó al entonces ministro de Hacienda y futuro presidente Roberto Marcelino Ortiz.
El 8 de octubre de 1936 la CHADE-CADE presentó una propuesta al Concejo Deliberante para extender la concesión 25 años más (desde 1957), con opción a otros 25 y dejar sin efecto las cláusulas que no había cumplido. Pocos días después la CIAE (Italo) presentó una propuesta similar, evidentemente acordada con la CHADE. El tratamiento fue escandaloso. El 6 de noviembre el bloque de la UCR presenta los dos proyectos. Ese mismo día fueron tratados en la Comisión de Servicios Públicos, con la participación personal de los señores Vehils y Nürberg, altos ejecutivos de la CHADE. En protesta los socialistas se retiraron de la comisión. 
El soborno de los concejales radicales era tan evidente que se solía denominarlos como «los chadistas». En una carta de José L. Cantilo a Marcelo T. de Alvear, aquel dice:

Saguier vino a verme para decirme que el asunto de electricidad en el Concejo era un escándalo al cual había que ponerle término; que era voz corriente que todos los concejales habían sido comprados.

Los sectores más progresistas y honestos de la Unión Cívica Radical, intentaron abortar el negociado ordenando a los concejales radicales retirar el proyecto. Entre ellos se destacó un joven de 28 años aún desconocido, Arturo Frondizi. Alvear, que debía enfrentar el financiamiento de su candidatura a presidente del año siguiente, intervino personalmente para neutralizar al partido. El historiador radical Félix Luna cuenta que en uno de los acalorados debates sobre la CHADE-CADE de aquellos días Alvear estalló frente a Frondizi:

¿Quién me va a dar el dinero que necesitaré para gobernar? ¿Usted me lo va a dar, acaso?

Lanata por su parte reproduce un telegrama de Sofina, holding propietario de la CHADE-CADE, a Sir George Graham en Buenos Aires, para que se entrevistara con Marcelo T. de Alvear: 

Le rogamos que emplee todos los medios posibles para decidir al Dr. Alvear cesar sus vacilaciones y a darnos un apoyo firme.
Sofina a Sir George Graham

Finalmente, el 29 de diciembre de diciembre de 1936 se aprobaron las ordenanzas 8028 y 8029 estableciendo las prórrogas de las concesiones para la CHADE-CADE y la Italo. El escándalo de la CHADE, no fue el único de una era que mereció inmediatamente el nombre de «década infame» pero fue el paradigma.
En 1941 el Comité Nacional de la UCR intentó crear una comisión que investigara los delitos cometidos por miembros del radicalismo en el negociado de la CHADE-CADE, pero Alvear bloqueó la iniciativa con el argumento de que «se está exagerando los vicios del sistema democrático». Poco después, cuando la Cámara de Diputados de la Nación creó una comisión con el mismo objeto, «presionó a su presidente, el Dr. Emilio Ravignani, para que la conducta de los concejales implicados no quedara descubierta».

## La investigación de Jorge Del Río
En 1942 FORJA publicó la primera investigación sobre el escándalo de las concesiones eléctricas, realizada por Jorge Del Río.
FORJA (Fuerza de Orientación Radical de la Joven Argentina), era un grupo interno de la Unión Cívica Radical que había sido creado en 1935. Entre sus principales integrantes se encontraban Arturo Jauretche, Raúl Scalabrini Ortiz, Homero Manzi, Jorge Del Río, Luis Dellepiane, Juan B. Fleitas y Gabriel del Mazo, entre otros. El grupo se caracterizó por estudiar y denunciar los mecanismos neocoloniales, bajo el lema "Somos una Argentina Colonial: queremos ser una Argentina Libre".
FORJA publicó una serie de "cuadernos" que se volvieron célebres, de investigación y denuncia sobre aspectos puntuales de la economía y la política argentinas (ferrocarriles, gas, electricidad, diplomacia, transportes, petróleo, deuda externa, etc.). En 1942 FORJA publicó el Cuaderno N.º 13 titulado El escándalo eléctrico y la investigación de la Cámara de Diputados, escrito por Jorge Del Río, con prólogo de Raúl Scalabrini Ortiz.
Del Río había presidido la organización de consumidores que en 1932 denunció las maniobras ilegales realizadas por las empresas eléctricas, dando inicio al escándalo. En 1938 publicó en el Cuaderno N.º 5 de FORJA, una investigación sobre el servicio urbano de provisión de gas, en el que sostuvo la necesidad de reservar los hidrocarburos y recurrir a la energía hidroeléctrica.
La investigación de Del Río sirvió como antecedente para la investigación que llevaría adelante la Revolución del 43, luego de derrocar al último gobierno de la Década Infame. Del Río mismo sería asesor de la Comisión Investigadora del Grupo ANSEC, que presidió por el teniente coronel Alfredo Intzaurgarat, donde fue autor del dictamen que fundamentó la caducidad de las concesiones eléctricas otorgadas a esa empresa en las ciudades de Tucumán, Paraná, Santa Fé, Córdoba, San Luis y Jujuy. Durante el gobierno peronista fue designado como primer abogado de la empresa estatal Agua y Energía Eléctrica. En 1951 redactó la sección de economía social y cooperativismo del Segundo Plan Quinquenal.

## El informe Rodríguez Conde

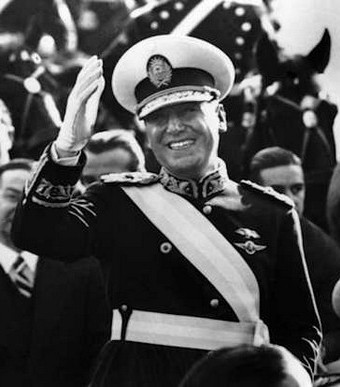
Juan Domingo Perón (1946-1955), durante sus presidencias creó la empresa estatal Agua y Energía Eléctrica, prohibió realizar nuevas concesiones privadas, fomentó cooperativismo eléctrico, declaró inalienables las fuentes de energía, promovió la electrificación rural, inició la interconexión de las centrales, aumentó un 700% la hidroelectricidad y dio origen a la energía atómica. Juan Sábato sostuvo que, siendo vicepresidente (1944-1955), paralizó el trámite de aprobación de los proyectos propuestos por el Informe Rodríguez Conde de 1944 y que luego recibió apoyo económico de la CADE para la campaña electoral de 1946,. Guillermo Gauna dice que el Informe Rodríguez Conde recién fue dado a conocer oficialmente en 1960 con motivo del debate de la Ley de Electricidad Nº 15.336.

Una de las primeras medidas tomadas por el general Pedro Pablo Ramírez luego de derrocar al presidente Ramón Castillo el 4 de junio de 1943 y asumir el gobierno el 7 de junio fue crear dos comisiones para investigar la actuación de los monopolios eléctricos en el país. Una de ellas investigó la situación de la CHADE-CADE y la CIAE en Buenos Aires y fue puesta bajo la dirección del coronel Matías Rodríguez Conde y estaba integrada también por el ingeniero Juan Sabato (hermano del escritor Ernesto Sabato y futuro miembro del grupo íntimo de Raúl Alfonsín) y el abogado Juan P. Oliver. La otra comisión investigó la situación de la ANSEC en el resto del país y fue presidida por el teniente coronel Alfredo Intzaurgarat.
Las comisiones entrevistaron a la mayor parte de los involucrados y obtuvieron documentación crucial para develar los mecanismos internos de la corrupción, como el intercambio telegráfico interno de las empresas.
La Comisión Rodríguez Conde terminó sus tareas el 27 de mayo de 1944, realizando un informe y proponiendo dos decretos para retirar la personería jurídica de la CADE (sucesora de la CHADE) y la CIAE, cancelando las concesiones y disponiendo la expropiación. Por su parte, la Comisión Intzaurgarat presentó su informe en febrero de 1945, también proponiendo cancelar las concesiones de la ANSEC.
El dictamen final de la Comisión Rodríguez Conde dice:

Tanto la CADE como su antecesora, la CHADE, resultan ser focos potentes de explotación pública y de explotación social, política y administrativa, y hasta elementos perturbadores de la función del Estado. En su afán de lucro y poderío, el gran consorcio internacional SOFINA ha pervertido la conciencia de afamados profesionales a los que el pueblo ha dispensado y/o dispensa inmerecido respeto y jerarquía, ha prostituido en su provecho a gran parte de la prensa en esta Capital, ha contribuido a la corrupción de algunos partidos políticos, ha defraudado al Estado impunemente, ha mancillado los estrados de la Justicia, paralizando juicios o haciendo dictar fallos injustos para beneficiar su nombre, intereses y situación, ha puesto a su servicio poderes y funcionarios del Estado, ha atentado, en fin hasta contra el ejercicio pleno de la soberanía.

El informe de Intzaurgarat no fue publicado, mientras que el informe de Rodríguez Conde fue publicado por el Congreso de la Nación en 1958. Las concesiones de la ANSEC fueron canceladas, tal como propuso la Comisión Intzaurgarat, pero no sucedió lo mismo con las concesiones de la CADE y la CIAE que siguieron operando. La justicia penal por su parte declaró la prescripción de los delitos.
Juan Sábato y Félix Luna sostuvieron que, siendo vicepresidente, Juan Perón (1944-1945), paralizó el trámite de aprobación de los proyectos propuestos por el Informe Rodríguez Conde de 1944 y que luego recibió apoyo económico de la CADE para la campaña electoral de 1946, razón por la cual no la nacionalizó[cita requerida]. Norberto Galasso opina que la CADE siguió operando con «excesiva impunidad» durante su gobierno. Guillermo Gauna dice que el Informe Rodríguez Conde recién fue dado a conocer oficialmente en 1960 con motivo del debate de la Ley de Electricidad N.º 15.336.
Por decreto publicado el 2 de julio de 1946 el presidente Perón dispuso que el informe Rodríguez Conde pasara a la Dirección Nacional de Energía, la Municipalidad de Buenos Aires y a la Procuración del Tesoro para su análisis. El 9 de julio el Poder Ejecutivo (PE) dio a conocer un extenso comunicado en la que se refería a los problemas de la energía pero sin decir nada concreto sobre el informe Rodríguez Conde, el que fue contestado por Rodríguez Conde el 14 de julio y por Oliver y Sabato dos días después. Por otra parte, la Cámara de Diputados pidió el 7 de julio al PE que le remitiera copia de los estudios técnicos que se hubieran realizado en materia de servicios públicos de electricidad, el 25 de agosto el PE anunció que se haría la entrega, luego el vicepresidente 2° de la Cámara informó que se había postergado el acto y el 26 de diciembre el PE informó a la Cámara que esa documentación, guardada en una “cubierta lacrada” se mandaría al iniciarse las sesiones, pero no hubo más noticias posteriores. Al ingeniero René T. Brossens, director delegado de SOFINA y vicepresidente y director general de la CHADE primero y la CADE después, entre 1936 y 1956, lo conoció Perón a mediados de 1943 y en una de las cartas que el 14 de octubre de 1945 envió a Eva Duarte cuando estaba detenido en la isla Martín García le dijo “el amigo Brosen (sic) puede serte útil en estos momentos porque ellos son hombres de recursos”.
La CADE y la CIAE, no fueron nacionalizadas durante el gobierno de Perón (1946-1955), pero sí resultó nacionalizada la ANSEC, que tenía la explotación del servicio eléctrico en la mayor parte del país.

## Nulidad de las ordenanzas y falta de ejecución
En 1955 tomó el poder una dictadura autodenominada Revolución Libertadora luego de derrocar al gobierno constitucional presidido por Juan D. Perón. Los días 24 y 25 de abril de 1956, la Junta Consultiva de la dictadura, integrada por los partidos antiperonistas, aconsejó aprobar los decretos recomendados por el Informe Rodríguez Conde, cancelando las personerías jurídicas de la CADE, la CIAE y la ANSEC. El 22 de julio de 1957 una Comisión Asesora presidida por el procurador Sebastián Soler, aconsejó declarar nulos los decretos de 1936 y restablecer las concesiones de 1907 y 1912.
El 23 de julio de 1957 el dictador Pedro Eugenio Aramburu siguió este último consejo y firmó el Decreto N.º 8377/57, declarando la nulidad de los dos decretos de 1936 y la vigencia de las concesiones tal como habían sido establecidas en 1907 para la CADE y el 1912 para la CIAE. Debido a que la concesión de la CADE vencía ese el 31 de diciembre de ese año, el decreto dispuso la intervención de la CADE a fin de garantizar la entrega de sus bienes a la Municipalidad de Buenos Aires.

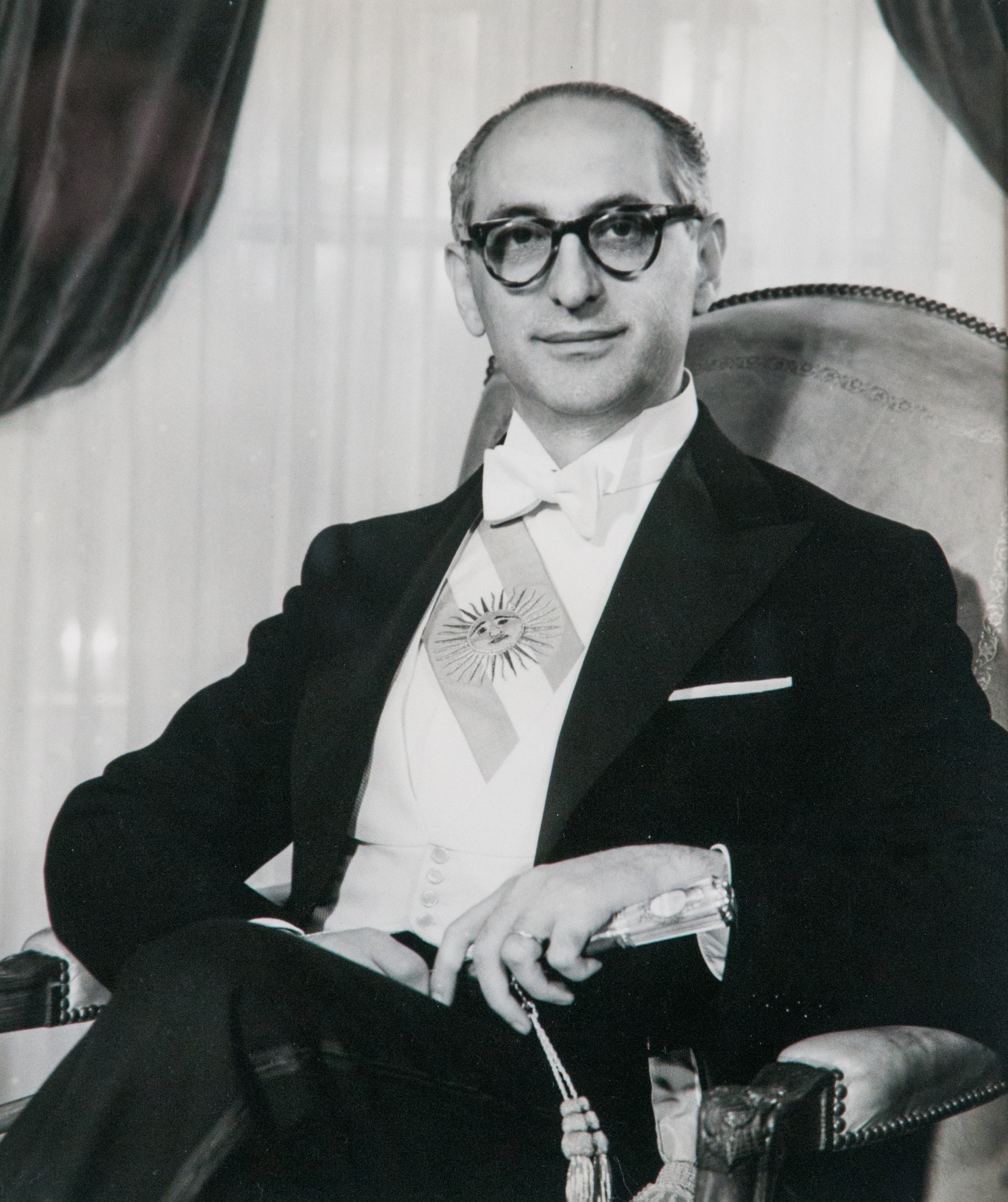
Contra sus promesas de campaña, Arturo Frondizi realizó en 1958 un acuerdo que dejó definitivamente sin efecto el Informe Rodríguez Conde de 1944, creando Segba, reconociéndole a la CADE tuvo el 72% del capital. En 1961 prorrogó la concesión de la CIAE sin límite de tiempo, con garantía de compra por el Estado.

La CADE y la CIAE iniciaron entonces una campaña internacional contra la decisión de la dictadura y cuestionaron judicialmente el decreto de nulidad de las concesiones y solicitó una medida de no innovar. El 13 de octubre de 1957 la dictadura dictó un nuevo decreto, aceptando la medida de no innovar solicitada por la CADE y la CIAE, habilitando a la justicia a intervenir de inmediato. Debido al acuerdo entre las empresas y la dictadura, el juez interviniente dictó entonces la medida de no innovar, pero con la aclaración de que la misma no impedía al Estado ejercer su derecho de expropiar las empresas si así lo decidía. Al llegar el 31 de diciembre de 1957, fecha de finalización de la concesión de la CADE iniciada en 1907, nada sucedió.

## Frondizi: compra de las acciones de la CADE y prórroga de la concesión de la Ítalo
Pocos meses después asumió la presidencia Arturo Frondizi, candidato de la Unión Cívica Radical Intransigente (UCRI) que se definía a sí misma como "anticadista". Del Río da cuenta de los datos históricos que señalan que Frondizi tenía un arreglo con las empresas eléctricas antes de ser elegido. A poco de asumir Frondizi envió al Congreso un proyecto aprobando un acuerdo del Estado con la CADE, elaborado por la empresa madre Sofina, que fue aprobado como Ley N.º 14.772. La Ley dispuso crear una nueva empresa llamada Segba (Servicios Eléctricos del Gran Buenos Aires), integrada por la CADE y el Estado, que aportó nuevamente a la empresa el capital formalmente recibido, quedando liberados los accionistas privados de realizar inversiones, y reconociéndole a la CADE el 72% del capital y al Estado nacional el restante 28%. Respecto de las tarifas el acuerdo estableció que las mismas debían garantizar una ganancia no inferior al 8% anual. Tres años después la operación se completó cuando el propio Frondizi ordenó que el Estado le comprara todas las acciones a la CADE, retirándose de este modo de la concesión con un enorme beneficio que en los hechos dejaba sin cumplir la "cláusula de reversión" de 1907.
En 1962 venció el plazo de 50 años de la concesión original de la Ítalo (CIAE). Nuevamente Frondizi impidió que se cumplieran condiciones de la concesión, que establecía que los bienes debían pasar a la Municipalidad de Buenos Aires, dictando el Decreto N.º 5571/61 que dispuso autorizar a la empresa para seguir a cargo del servicio, sin límite de tiempo, otorgándole también el derecho de vender los activos al Estado en cualquier momento. El decreto fue firmado también por los ministros Roberto Alemann (que en 1979 estaría involucrado en la venta al Estado argentino de la Ítalo) y Jorge Wehbe. Alemann integró el directorio de Motor Columbus, grupo suizo propietario de la Ítalo y representante en la Argentina de la Unión de Bancos Suizos. En el directorio de la empresa se encontraba en ese momento José Alfredo Martínez de Hoz, quien en 1976-1979 dirigiría las operaciones de la escandalosa estatización de la Ítalo.

## Martínez de Perón: nulidad del decreto de Frondizi
Durante el tercer peronismo (1973 y 1976), se creó una Comisión para investigar las irregularidades cometidas en torno a la Ítalo, que debió haber finalizado su concesión en 1962. En junio de 1975 el procurador Edgar Sa dictaminó que la concesión que mantenía le empresa era inconstitucional, que el Estado debía utilizar su derecho de reversión y cuestionar el revalúo fraudulento. El dictamen señala también la conducta corrupta de la empresa, la influencia mediática destinada a engañar a los usuarios y la campaña que llevó adelante contra las cooperativas eléctricas. En 1975 una comisión especial fijó el valor de la empresa en 35 millones de dólares.
Por su parte el Sindicato de Luz y Fuerza liderado por Oscar Smith, denunció la ilegalidad en que operaba la Ítalo y exigió que se declarara caduca la concesión otorgada en 1912 y se anulara la prórroga otorgada por Frondizi, en los términos del Informe Rodríguez Conde. Finalmente en febrero de 1976, la presidenta constitucional María Estela Martínez de Perón dictó el Decreto N.º 648/76, anulando la concesión otorgada por Frondizi en 1961, e interviniendo la empresa.
La anulación de la concesión de la Ítalo, siguiendo la línea del Informe Rodríguez Conde de 1944, generó una fuerte reacción del sector empresarial y el gobierno suizo. Julio González, secretario de la presidenta María Estela Martínez de Perón, relata el siguiente hecho sucedido un día antes del golpe de Estado que derrocó al gobierno constitucional:

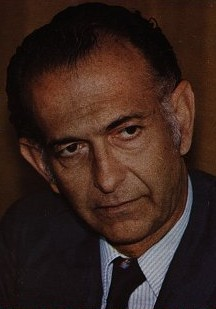
El ministro de la economía de la última dictadura, José Alfredo Martínez de Hoz, había sido director de la Ítalo. A pesar de ser un férreo opositor al Estado empresario participó en la operación de la estatización de La Ítalo, que desencadenó un nuevo escándalo y la desaparición de Juan Carlos Casariego, uno de sus funcionarios.

El día anterior al golpe presentó credenciales el nuevo embajador de Suiza, Williams Frei, quien "apartándose de todo el protocolo" le pidió a la presidente que "nacionalizase la Compañía Italo Argentina de Electricidad". "La Presidente replicó —continúa González— que esa empresa sería tratada conforme a las leyes vigentes, que disponían que la Italo, al vencer su concesión, debía ser transferida sin cargo a la Ciudad de Buenos Aires y que, en consecuencia, no correspondía pagar ninguna expropiación".

## Dictadura de 1976: estatización de la Ítalo
El 24 de marzo de 1976 el gobierno constitucional presidido por Martínez de Perón, fue derrocado por la dictadura autodenominada Proceso de Reorganización Nacional, cuyo ministro de Economía José Alfredo Martínez de Hoz, era presidente de la CIAE. Bajo la gestión de Martínez de Hoz, el decreto de la presidenta Martínez de Perón fue derogado y la empresa fue vendida al Estado en 1979, por un monto de 394,5 millones de dólares, sin considerar que sus bienes eran obsoletos y que había sido tasada cuatro años antes en 35 millones. La compra de la Ítalo en 1979 se convirtió en un nuevo escándalo, cuestionado incluso por funcionarios de la dictadura.
Argentina pagó con bonos en francos suizos, emitidos de la Unión de Bancos Suizos, cuyo representante era Roberto Alemann, hermano del secretario de Hacienda de la dictadura y firmante, cuando era ministro de Frondizi, del Decreto N.º 5571/61 que autorizó a la Ítalo seguir a cargo del servicio, sin límite de tiempo.
Algunos de los empresarios y funcionarios involucrados en la operación fueron Francisco A. Soldati (presidente de CIAE), Horacio Beccar Varela (director de la Sociedad Comercial del Plata, vicepresidente y luego presidente de CIAE), César A. Bunge (director de CIAE), Alejandro Roberto Caride (negociador único con la CIAE), contralmirante Francisco Norberto Castro (director de CIAE), Luis María Gotelli (asesor del gobierno argentino en la venta de la CIAE), Jorge Maffía (miembro de la comisión negociadora), Fernando Terrera (miembro de la comisión negociadora), Sadi Conrado Massüe (fiscal de investigaciones administrativas que emitió dictamen favorable), Luis María de Pablo Pardo (embajador en Suiza), Williams Frei (embajador suizo en Argentina y accionista).
Durante las oscuras operaciones que terminaron en la estatización de la Ítalo fue secuestrado-desaparecido Juan Carlos Casariego, un alto funcionario del Ministerio de Economía, que se oponía a la calificación de la CIAE como "empresa extranjera", de la cual dependía si el pago debía realizarse en dólares o en pesos. Casariego desapareció el 15 de junio de 1977, cuando iba hacia una reunión con el exsecretario de Planificación Económica Guillermo Walter Klein. Luego del secuestro, ni Martínez de Hoz, ni Klein, aceptaron nunca recibir a la familia, ni interceder. Según su propia hija, Casariego consideraba que la compra de la Ítalo, realizada por 394,5 millones de dólares, fue un enorme fraude, porque los bienes de la empresa eran obsoletos y estaban amortizados:

Mi padre estaba muy amargado en los últimos meses y había comentado en mi casa que los bienes de la Italo no valían más de 8 millones de dólares y que se estaba por cometer un fraude.
María Casariego

## Informe de la Comisión parlamentaria de la Ítalo de 1985
Una vez recuperada la democracia en 1983, el Congreso de la Nación creó una comisión para investigar los delitos cometidos en la venta al Estado argentino de la Ítalo. Durante el curso de la misma la Comisión allanó el estudio jurídico de Guillermo Walter Klein, segundo de Martínez de Hoz durante la dictadura y titular de un estudio jurídico que se había convertido en uno de los más importantes del país luego de su gestión. El allanamiento descubrió gran cantidad de información incriminatoria y generó un conflicto entre el Poder Legislativo y el Poder Judicial, sobre las facultades de aquel para ordenar allanamientos.
La conclusiones de la Comisión fueron presentadas en un informe de 1985, que el gobierno de Alfonsín no publicó. Los hallazgos y pruebas fueron remitidos al Poder Judicial que no condenó a nadie, por los delitos allí establecidos.

## Crímenes de lesa humanidad
En diciembre de 2012, el represor Héctor Pedro Vergez fue condenado por el secuestro y desaparición de Juan Carlos Casariego de Bel. Otras causas sospechaban la posibilidad que en su desaparición hubieran estado involucrados Martínez de Hoz y Guillermo Walter Klein.